# Iolaus (Gattung)
Iolaus ist eine Gattung von Schmetterlingen (Tagfaltern) aus der Familie der Bläulinge (Lycaenidae). Benannt ist sie nach Iolaos, dem Neffen und Gefährten des Halbgottes Heracles.

## Vorkommen
Die Gattung hat ihre Verbreitung in der Afrotropis, einzelne Arten wie Iolaus glaucus sind jedoch auch in Nordafrika und der Levante zu finden. 
Zwar sind viele Falter der Gattung nur selten anzutreffen, sie haben jedoch ein äußerst großes Verbreitungsgebiet. Schmetterlinge der Art Iolaus alienus etwa sind in großen Teilen des subsaharischen Afrika zu finden, und das Verbreitungsgebiet von Iolaus diametra erstreckt sich auf beinahe eine Million Quadratkilometer. Aus diesem Grunde zählen die Arten der Gattung trotz ihrer geringen Abundanz als kaum gefährdet.

## Systematik
Es sind über einhundert Arten der Gattung bekannt, darunter:
- Untergattung Iolaus Hübner, [1819]

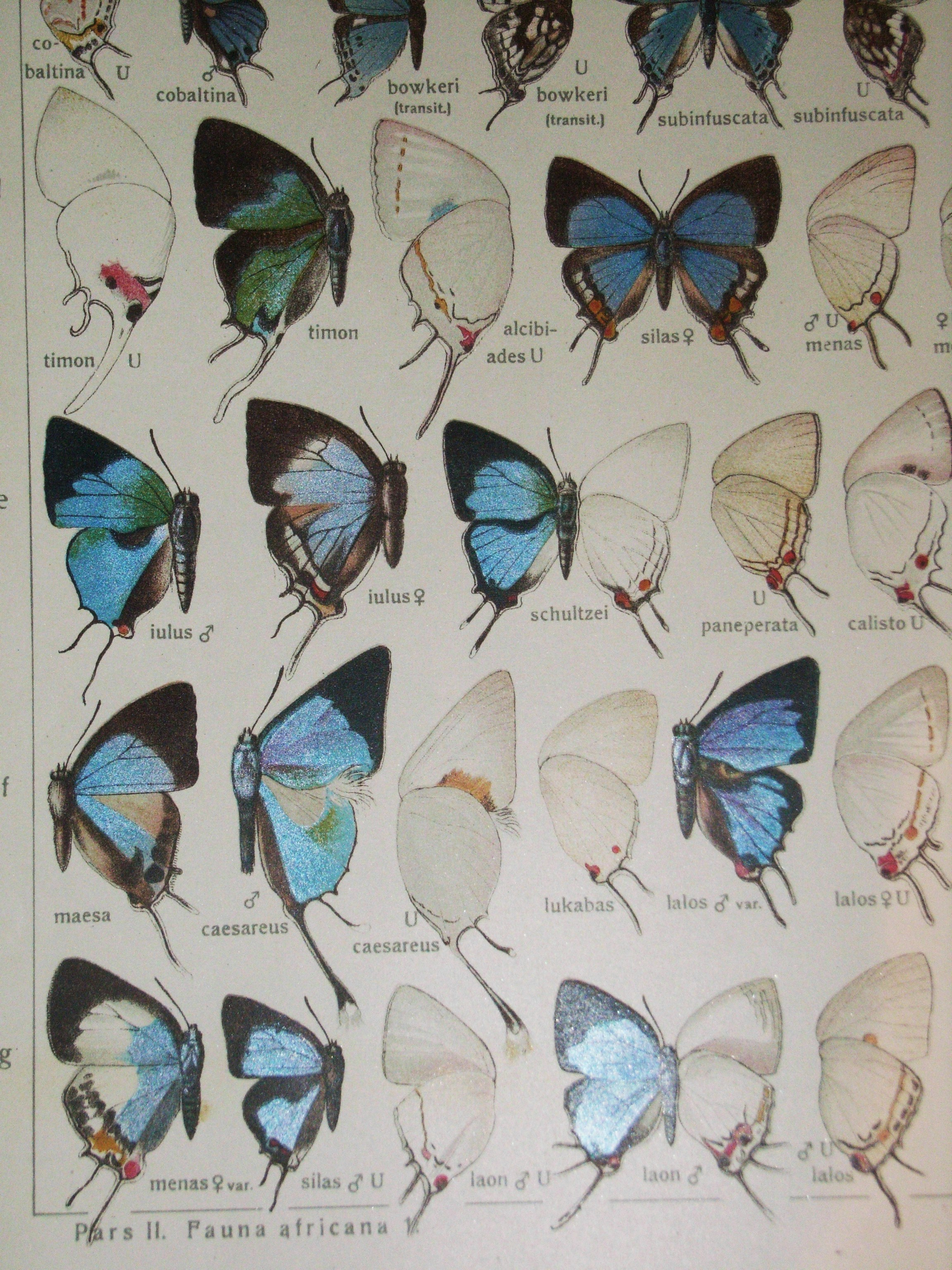
Adalbert Seitz: Fauna Africana, Tafel mit Iolaus timon

  - Iolaus bilineata Bethune-Baker, 1908
  - Iolaus bolissus Hewitson, 1873
  - Iolaus carina Hewitson, 1873
  - Iolaus eurisus (Cramer, [1780])
- Untergattung Epamera Druce, 1891
  - Iolaus aemulus Trimen, 1895
  - Iolaus aethes Clench, 1965
  - Iolaus aethria Karsch, 1893
  - Iolaus agnes Aurivillius, 1898
  - Iolaus alienus (Trimen, 1898)
  - Iolaus apatosa (Stempffer, 1952)
  - Iolaus aphnaeoides Trimen, 1873
  - Iolaus arborifera (Butler, 1901)
  - Iolaus aurivillii Röber, 1900
  - Iolaus australis Stevenson, 1937
  - Iolaus bakeri (Riley, 1928)
  - Iolaus bamptoni (Congdon & Collins, 1998)
  - Iolaus banco Stempffer, 1966
  - Iolaus bansana Bethune-Baker, 1926
  - Iolaus belli Hewitson, 1869 (Status unklar)
  - Iolaus bellina (Plötz, 1880)
  - Iolaus coelestis Bethune-Baker, 1926
  - Iolaus congdoni (Kielland, 1985)
  - Iolaus creta Hewitson, 1878
  - Iolaus cytaeis Hewitson, 1875
  - Iolaus diametra Karsch, 1895
  - Iolaus djaloni Collins & Larsen, 1998
  - Iolaus dubiosa (Stempffer & Bennett, 1959)
  - Iolaus farquharsoni (Bethune-Baker, 1922)
  - Iolaus flavilinea (Riley, 1928)
  - Iolaus fontainei (Stempffer, 1956)
  - Iolaus frater (Joicey & Talbot, 1921)
  - Iolaus gemmarius (Druce, 1910)
  - Iolaus glaucus Butler, 1886
  - Iolaus handmani (Gifford, 1965)
  - Iolaus helenae Henning & Henning, 1989
  - Iolaus hemicyanus Sharpe, 1904
  - Iolaus iasis Hewitson, 1865
  - Iolaus jacksoni (Stempffer, 1950)
  - Iolaus kelle Stempffer, 1967
  - Iolaus laon Hewitson, 1878
  - Iolaus leonis (Riley, 1928)
  - Iolaus longicauda (Stempffer & Bennett, 1959)
  - Iolaus maesa (Hewitson, 1862)
  - Iolaus mafugae (Stempffer & Bennett, 1959)
  - Iolaus mermis (Druce, 1896)
  - Iolaus mimosae Trimen, 1874
  - Iolaus mongiro Stempffer, 1969
  - Iolaus moyambina (Stempffer & Bennett, 1959)
  - Iolaus nasisii (Riley, 1928)
  - Iolaus neavei (Druce, 1910)
  - Iolaus nolaensis (Stempffer, 1951)
  - Iolaus normani (Larsen, 1986)
  - Iolaus nursei Butler, 1896
  - Iolaus obscurus Aurivillius, 1923
  - Iolaus penningtoni (Stempffer &  Bennett, 1959)
  - Iolaus pollux Aurivillius, 1895
  - Iolaus pseudofrater Stempffer, 1962
  - Iolaus pseudopollux Stempffer, 1962
  - Iolaus sappirus (Druce, 1902)
  - Iolaus scintillans Aurivillius, 1905
  - Iolaus sciophilus (Schultze, 1916)
  - Iolaus sibella (Druce, 1910)
  - Iolaus sidus Trimen, 1864
  - Iolaus silanus (Grose-Smith, 1889)
  - Iolaus stenogrammica (Riley, 1928)
  - Iolaus sudanicus Aurivillius, 1905
  - Iolaus tajoraca Walker, 1870
  - Iolaus umbrosa (Butler, 1886)
  - Iolaus violacea (Riley, 1928)
- Untergattung Aphniolaus Druce, 1902
  - Iolaus pallene (Wallengren, 1857)
- Untergattung Philiolaus Stempffer & Bennett, 1958
  - Iolaus alcibiades Kirby, 1871
  - Iolaus calisto (Westwood, 1851)
  - Iolaus christofferi Collins & Larsen, 2003
  - Iolaus ismenias (Klug, 1834)
  - Iolaus laonides Aurivillius, 1898
  - Iolaus likpe Collins & Larsen, 2003
  - Iolaus lukabas Druce, 1890
  - Iolaus mane Collins & Larsen, 2003
  - Iolaus newporti Larsen, 1994
  - Iolaus paneperata Druce, 1890
  - Iolaus parasilanus Rebel, 1914
  - Iolaus poecilaon (Riley, 1928)
  - Iolaus theodori Stempffer, 1970
  - Iolaus vansomereni (Stempffer &  Bennett, 1958)
- Untergattung Iolaphilus Stempffer & Bennett, 1958
  - Iolaus aelianus Staudinger, 1891
  - Iolaus alexanderi Warren-Gash, 2003
  - Iolaus carolinae Collins & Larsen, 2000
  - Iolaus gabunica (Riley, 1928)
  - Iolaus henryi (Stempffer, 1961)
  - Iolaus icipe Collins & Larsen, 1998
  - Iolaus iulus Hewitson, 1869
  - Iolaus jamesoni (Druce, 1891)
  - Iolaus menas Druce, 1890
  - Iolaus schultzei Aurivillius, 1905
  - Iolaus shaba Collins & Larsen, 1995
  - Iolaus trimeni Wallengren, 1875
- Untergattung Argiolaus Druce, 1891
  - Iolaus aequatorialis (Stempffer & Bennett, 1958)
  - Iolaus bergeri (Stempffer, 1953)
  - Iolaus caesareus Aurivillius, 1895
  - Iolaus cottrelli (Stempffer & Bennett, 1958)
  - Iolaus crawshayi (Butler, 1901)
  - Iolaus dianae Heath, 1983
  - Iolaus iturensis (Joicey & Talbot, 1921)
  - Iolaus kayonza (Stempffer & Bennett, 1958)
  - Iolaus lalos (Druce, 1896)
  - Iolaus manasei (Libert, 1993)
  - Iolaus maritimus (Stempffer & Bennett, 1958)
  - Iolaus montana (Kielland, 1978)
  - Iolaus ndolae (Stempffer & Bennett, 1958)
  - Iolaus pamae Heath, 1994
  - Iolaus silarus Druce, 1885
  - Iolaus silas (Westwood, [1851])
  - Iolaus stewarti Heath, 1985
- Untergattung Pseudiolaus Riley, 1928
  - Iolaus lulua (Riley, 1944)
  - Iolaus poultoni (Riley, 1928)
- Untergattung Tanuetheira Druce, 1891
  - Iolaus timon (Fabricius, 1787)
- Untergattung Trichiolaus Aurivillius, 1898
  - Iolaus mermeros (Mabille, 1878)
  - Iolaus argentarius Butler, 1879
- Unbekannte Untergattung
  - Iolaus adorabilis Collins & Larsen, 2008
  - Iolaus ofere Collins & Larsen, 2008